# 日莫喀错
日莫喀错是一个位于中国青海省海北藏族自治州的湖泊，面积约为3.03平方千米，属于青藏高原。它的一级流域为内流区诸河，二级流域为柴达木内流区。